# Supercoppa di Bulgaria 2013
La Supercoppa di Bulgaria 2013 è stata l'11ª edizione di tale competizione. Si è disputata il 10 luglio 2013 a Sofia. La sfida ha visto contrapposte il Ludogorets, vincitore del campionato e il Beroe, vincitore della coppa nazionale.
Per la prima volta nella propria storia, il Beroe si è aggiudicato il trofeo.

## Tabellino
| Arbitro: | Georgi Yordanov (Gabrovo) |

|                                       |                      |                                     |
| Dyakov 45+2’                          | Marcatori            | 27’ Hristov                         |
| Platini Zlatinski Marcelinho Stojanov | Tiri di rigore 3 – 5 | Andonov Ivanov Hristov Krumov Elias |